# Лотарь из Се
Ло́тарь (685, Мозельгау — 15 июня 756, Аржантан) — епископ Се (725—756), святой (день памяти — 15 июня).

## Биография
Святой Лотарь был родом из Лотарингии. Согласно преданию, он был придворным и воином.
Оставив службу, Лотарь основал монастырь в Аржантане. В 725 году он был поставлен папой римским Григорием II епископом в Се (Нормандия), где оставался во главе епархии около 30 лет. Похоронен в соборе города Се.
После кончины святого Лотаря монастырь был назван в его честь Сен-Луаэ-де-Шам.